# Messier 78
Messier 78 (auch als NGC 2068 bezeichnet) ist ein Reflexionsnebel im Sternbild Orion. Mit einer Helligkeit von 8,0 mag ist er der hellste Reflexionsnebel am Nachthimmel. Der Nebel ist bläulich und hat eine Winkelausdehnung von 8' × 6'. Der Nebel wurde 1780 von Pierre Méchain entdeckt und Ende des Jahres auch von Charles Messier beschrieben. Der Nebel ist in Ferngläsern und Teleskopen ab einer Öffnung von etwa 50 mm sichtbar.

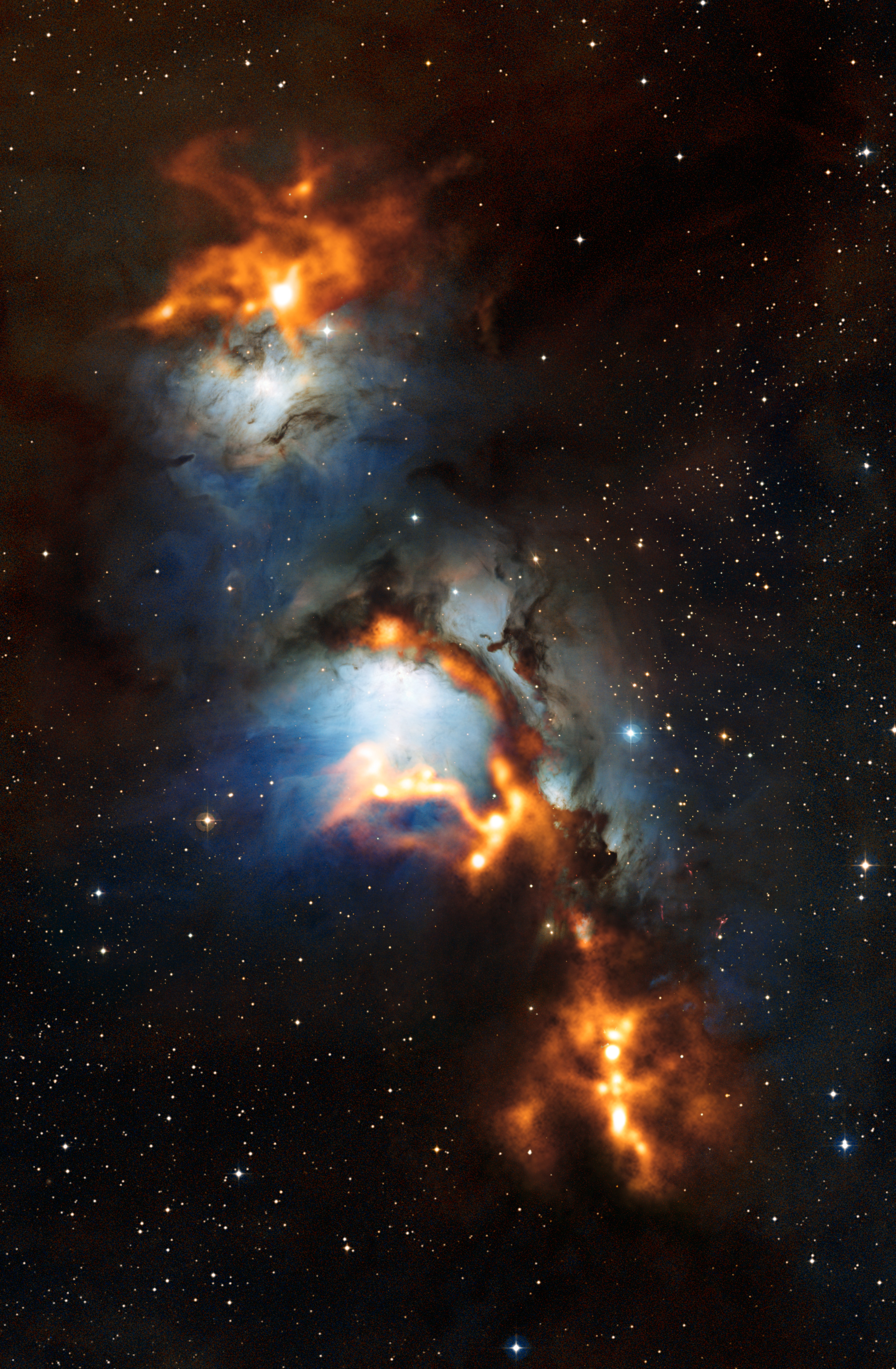
Überlagerung mit einer Aufnahme von APEX der Strahlung von Millimeterwellen, orange
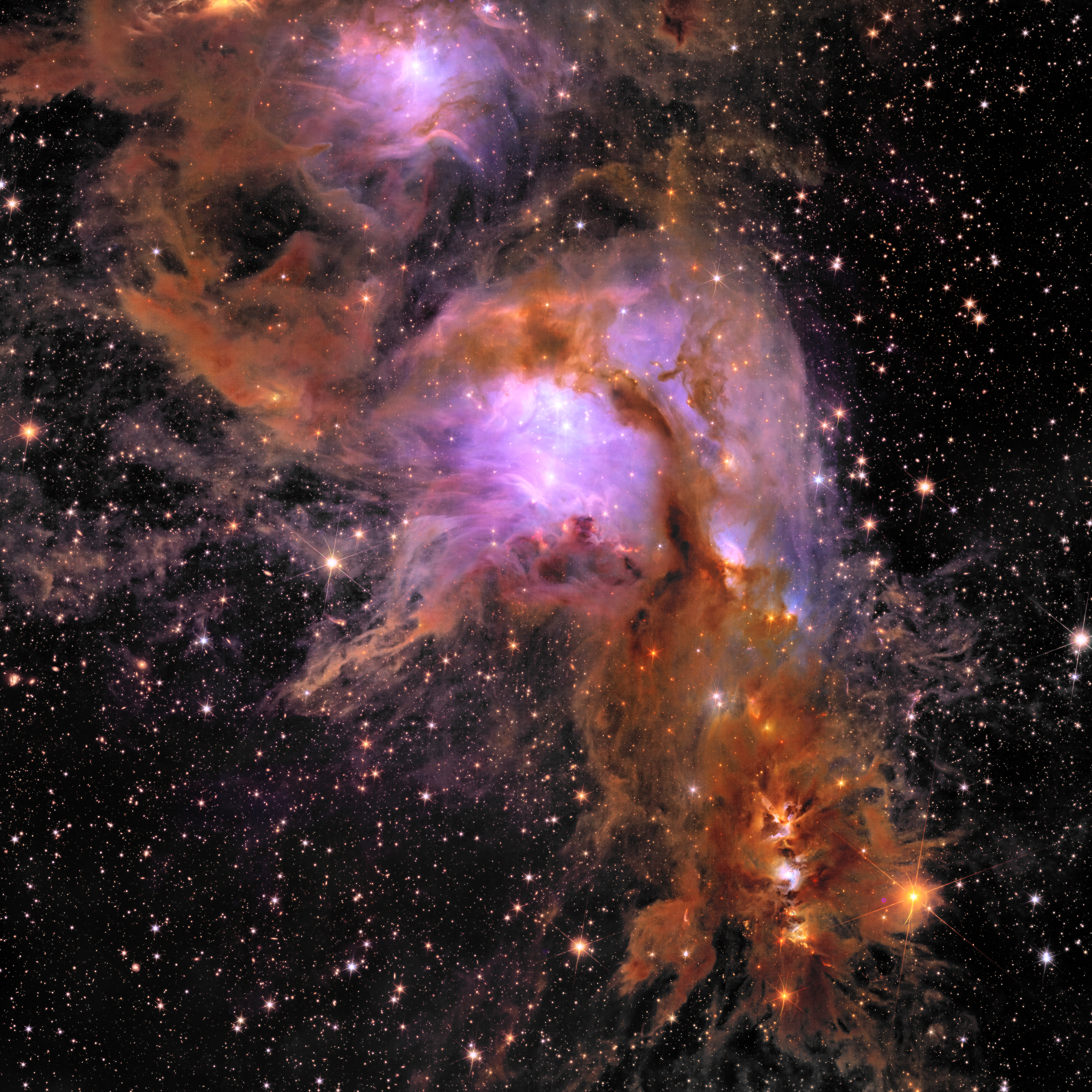
Aufnahme mithilfe des Weltraumteleskop Euclid